# Imam rep (EP)
Imam rep maksi singl je hrvatskog skladatelja, tekstopisca i glazbenika Dina Dvornika, koji izlazi 1992. g.
Objavljuje ga diskografska kuća Croatia Records, sadrži četiri skladbe, a njihovi producenti su Dino Dvornik i Dragan Lukić Luky.
Ovaj maksi singl izdan je kao najava za nadolazeći album Priroda i društvo, a sadrži skladbe koje su sve veliki hitovi, "Imam rep", "Man with a rubber brain" i "Rušila sam mostove od sna".
Dino Dvornik 1994. za skladbu "Rušila sam mostove od sna" bio je nominiran za prestižnu hrvatsku diskografsku nagradu, Porin, u kategoriji najbolja vokalna suradnja.

## Popis pjesama
1. "Imam rep" - 5:51
  - Dino Dvornik - Zlatan Stipišić Gibonni - Dino Dvornik
2. "Man with a rubber brain" - 6:18
  - Dino Dvornik - Davor Gobac - Dino Dvornik
3. "Rušila sam mostove od sna (feat. Josipa Lisac)" - 5:23
  - Dino Dvornik -  Zlatan Stipišić Gibonni/Alka Vuica - Dino Dvornik
4. "Imam rep" (Instrumental) - 5:51
  - Dino Dvornik - Dino Dvornik

## Izvođači i produkcija
- Producent - Dino Dvornik i Dragan Lukić Luky
- Izvršni producent - Branko K. Kneža
- Ton majstor - Vatroslav Mlinar
- Snimljeno u studiju - Studio Lisinski, Zagreb
- Sound library - Senad / Studio Nostradamus, Zagreb
- Design ovitka - Robert Čaleta-Čarli
- Tehnička realizacija - Dražen Kalenić

## Vanjske poveznice
- discogs.com - Dino Dvornik - Imam rep